# Парадайс Кей
Парадайс Кей (на английски: Paradise Cay) е град в окръг Марин, в района на залива на Сан Франциско, щата Калифорния, Съединените американски щати.